# Archives départementales du Gers
Les archives départementales du Gers constituent un service du conseil départemental du Gers, chargé de collecter les archives, de les classer, les conserver et les mettre à la disposition du public.

## Directeurs
- 1853-1856 : Laurent Cassaignolles
- 1856-1858 : Pierre-Louis Duprat
- 1858 : Louis Hiélard
- 1858-1865 : Gabriel Niel
- 1865-1870 : Amédée Tarbouriech
- 1870-1871 : Bruno Dusan
- 1871-1874 : Léonce Couture
- 1874-1890 : Paul Parfouru
- 1891-1899 : Paul Thierny
- 1899-1934 : René Pagel
- 1935-1938 : Michel Le Grand
- 1938-1939 : Benjamin Faucher
- 1940-1948 : Maurice Durand-Barthez[2]
- 1948-1978 : Henri Polge
- 1978-1987 : Bernard Lemée
- 1987-2011 : Pierre Debofle
- 2012-2017 : Marigeorges Allabert
- depuis 2018 : Pascal Geneste

## Pour approfondir